# Selim Rauf Sarper

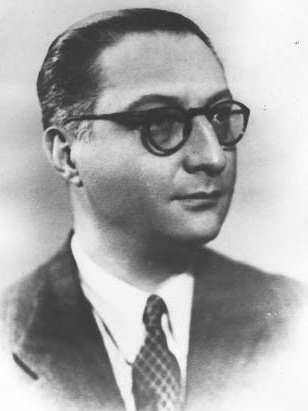
Selim Sarper, türkischer Botschafter in den USA, in jüngeren Jahren

Selim Rauf Sarper (* 14. Juni 1899 in Istanbul; † 11. Oktober 1968 ebenda) war ein türkischer Diplomat und Politiker.

## Biografie
Nach dem Besuch eines deutschsprachigen Gymnasiums studierte er Rechtswissenschaften an der Friedrich-Wilhelms-Universität zu Berlin sowie an der Universität Ankara. Nach Abschluss des Studiums trat er 1927 in den Dienst des Außenministeriums und war zunächst Legationssekretär und später Presseattaché an der Botschaft in Bukarest.
Nach einer Tätigkeit als Botschafter in Moskau von 1944 bis 1946 war er nach dem Zweiten Weltkrieg Botschafter in Rom von 1946 bis 1947. Im Anschluss war er bis 1957 Ständiger Vertreter der Türkei bei den Vereinten Nationen (UN) in New York sowie von 1957 bis 1959 Ständiger Vertreter bei der NATO. Nach seiner Rückkehr in die Türkei wurde er 1959 Generalsekretär des Außenministeriums. Sarper war Mitglied der Republikanischen Volkspartei (Cumhuriyet Halk Partisi, CHP).
Nach dem Staatsstreich vom 27. Mai 1960 wurde er Mitglied der Provisorischen Nationalversammlung und auch Außenminister in der Regierung von Ministerpräsident Cemal Gürsel als Nachfolger von Fatin Rüştü Zorlu. Dieses Amt bekleidete er bis zum 16. Februar 1962 auch in den nachfolgenden Regierungen von Emin Fahrettin Özdilek und İsmet İnönü.
Im Oktober 1961 wurde er als Kandidat der CHP auch zum Abgeordneten der Großen Nationalversammlung der Türkei gewählt und vertrat in dieser nach seiner Wiederwahl 1965 bis zu seinem Tode die Interessen von Istanbul.
Sarper war den Angaben der Großloge der Freien und Angenommenen Maurer der Türkei zufolge ein Freimaurer.